# Three Loves Has Nancy
Three Loves Has Nancy ist ein US-amerikanischer Spielfilm von Richard Thorpe aus dem Jahr 1938 mit Janet Gaynor, Robert Montgomery und Franchot Tone in den Hauptrollen. Unmittelbar nach Beendigung der Dreharbeiten heiratete Janet Gaynor Gilbert Adrian und zog sich ins Privatleben zurück.

## Handlung
Malcolm Niles, ein bekannter New Yorker Autor und Playboy, freut sich auf einen romantischen Abend mit der Schauspielerin Vivian Herford, als deren Mutter das Beisammensein stört und aufgefordert von Heirat und Kindern spricht. Malcolm ist alles andere als bereit für eine Ehe und bricht Hals über Kopf zu einer landesweiten Lesung aus seinem neuesten Roman auf. Sein Freund und Verleger Robert Hansen begleitet ihn. In einer Kleinstadt tief im Süden treffen die beiden auf Nancy Briggs. Die junge Frau steht kurz vor der Hochzeit mit George Wilkins Jr. Der Zufall will es, dass Nancy sich einige Tage später vor der Tür von Malcolms Appartement wiederfindet. Weil sie kein Geld für ein Hotel hat, lässt Malcolm Nancy bei sich wohnen. Rein platonisch selbstverständlich. Beide verlieben sich ineinander, doch ehe sie vor dem Traualtar landen, muss Nancy noch die Avancen von zwei weiteren Verehrern, darunter Robert, abwehren und gilt es, Vivien, die alte Ansprüche auf Malcolm erhebt, mit Robert zu verkuppeln.

## Hintergrund
Janet Gaynor gewann auf der ersten Oscarverleihung den Oscar als beste Darstellerin. Zwischen 1927 und 1934 bildete sie mit Charles Farrell das populärste Leinwandpaar der Zeit und drehte mit ihm 12 Filme. Gaynor war bis zum Aufkommen von Shirley Temple der größte Star der Fox Film Corporation. Ihre Popularität nahm jedoch seit Mitte der Dekade rapide ab und seit dem Entstehen der 20th Century Fox im Mai 1935 lag Gaynor im Dauerstreit mit Studiochef Darryl F. Zanuck. Ende 1936 beende die Schauspielerin ihren laufenden Vertrag und beschloss, künftig als „free lancer“ ohne festes Studioengagement zu arbeiten. Gaynor schaffte mit Ein Stern geht auf 1937 ein Comeback und ihre Zukunft als Topstar schien gesichert. Der Erfolg des Films ermöglichte ihr den Abschluss eines Vertrages mit David O. Selznick über zwei Filme für eine Gage von jeweils 137.000 US-Dollar.
Unmittelbar nach Beendigung der Dreharbeiten zu Three Loves Has Nancy zog sich die Schauspielerin zur Überraschung aller komplett von der Leinwand zurück. Sie heiratete Gilbert Adrian, den Chefkostümdesigner von MGM und verzichtete sogar auf die Rolle der Melanie Hamilton in Vom Winde verweht, die Selznick ihr anbot.
Die Schauspielerin wurde für Three Loves Has Nancy, den  im Rahmen eines Loan-Out von MGM von David O. Selznick verpflichtet. Das Studio zahlte im Rahmen der Übereinkunft den Betrag, den Selznick als Gage an Gaynor zu zahlen hatte.

## Kritik
Die Kritiken war sehr freundlich und lobten sowohl das Drehbuch als auch die Hauptdarstellerin.
In The New York Times fanden sich anerkennende Worte:

„Gute und saubere Unterhaltung mit vielen spritzigen Dialogen. Miss Gaynor ist entsprechend schelmisch und ansprechend.“

Variety, das führende Branchenfachblatt ging noch einen Schritt weiter in seinem Lob

„Das mag nicht unbedingt der lustigste Film des Jahres sein, aber es ist der verrückteste. ‚Three Loves Has Nancy‘ ist ein total verrücktes, sehr ansprechendes Herumgetobe.“